# Golfe de Guacanayabo
 (novembre 2023).
Si vous disposez d'ouvrages ou d'articles de référence ou si vous connaissez des sites web de qualité traitant du thème abordé ici, merci de compléter l'article en donnant les références utiles à sa vérifiabilité et en les liant à la section « Notes et références ».
Le golfe de Guacanayabo (en espagnol Golfo de Guacanayabo) est une vaste baie de la côte sud-est de Cuba, sur la mer des Caraïbes. 
Le golfe de Guacanayabo est le plus vaste golfe de Cuba, s'étendant sur quelque 8 000 km2. Ses 260 km de côte baignent les provinces de Camagüey, de Granma, et de Las Tunas. Sa profondeur varie de 2 à 13 m. Au nord-ouest, le golfe est limité par l'archipel Jardines de la Reina et au sud par le Cap Cruz. De nombreux cours d'eau se jettent dans le golfe, dont le Rio Cauto, le plus long cours d'eau de Cuba (240 km).
Manzanillo est la principale ville portuaire du golfe.
En 2005, le golfe fut l'endroit où l'Ouragan Dennis atteignit sa plus grande force.